# 조지 그레이엄 (시계 제작자)

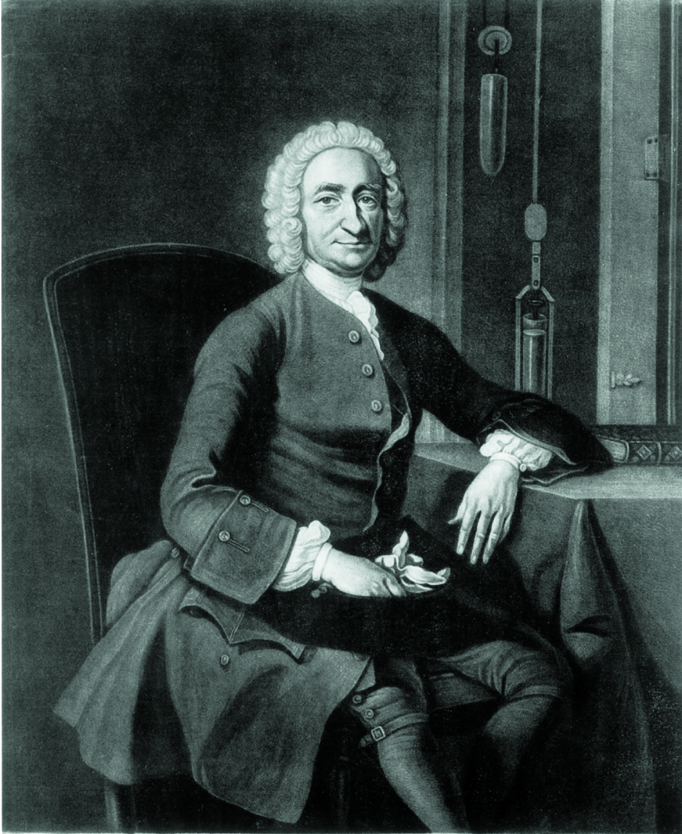
조지 그레이엄

조지 그레이엄(George Graham, FRS, 1673년 7월 7일, 1675년 11월 16일 ~ 1751년 11월 16일)은 영국의 시계 제작자, 발명가, 지구물리학자이자 왕립학회 회원이었다.
컴벌랜드주 커클린턴에서 태어났다. 그의 멘토 토머스 톰피언(Thomas Tompion)과 같은 친구(퀘이커)인 그레이엄은 톰피언과 함께 일하기 위해 1688년에 컴벌랜드를 떠나 런던으로 갔다. 그는 나중에 톰피언의 조카인 엘리자베스 톰피언(Elizabeth Tompion)과 결혼했다.

## 죽음
런던의 플릿스트리트(Fleet Street)에 있는 자택에서 사망했으며 웨스트민스터 사원에 있는 그의 친구이자 멘토인 토머스 톰피언과 같은 무덤에 묻혔다.